# Miami bass
Miami bass (ook bekend als booty music, een term die ook nog andere genres kan omschrijven) is een type hiphop dat populair was in de jaren tachtig en negentig, bekend om het gebruik van de Roland TR-808-drumcomputer, iets hoger dancetempo en vaak seksueel expliciete teksten. Miami bass werd nooit echt in brede kring geaccepteerd, maar heeft wel een diepgaande invloed gehad op de ontwikkeling van onder andere breakbeat, southern hiphop en ghettotech.
James "Maggotron" McCauley (ook bekend als DXJ, Maggozulu 2, Planet Detroit en Bass Master Khan) is wel genoemd als de "vader van de Miami bass". Maar ook Amos Larkins en Luther "Luke Skyywalker" Campbell zouden deze titel kunnen verdienen. In de jaren tachtig kwam het accent van het genre meer op de dj's en producers dan op de uitvoerders te liggen. Platenlabels zoals Pandisc waren ook bekend. "Bass Rock Express" van de Amerikaanse producer-rapper MC ADE (geproduceerd door Amos Larkins) wordt dikwijls gezien als de eerste Miami bassplaat die internationaal heel populair werd in de undergroundscene.
Luther Campbell van de groep 2 Live Crew droeg er het meest aan bij om de populariteit van Miami bass eind jaren tachtig en begin jaren negentig te verhogen. Hun eerste album The 2 Live Crew Is What We Are, dat uitkwam in 1986, was heel controversieel door zijn seksueel expliciete en profane inhoud. Het in 1989 uitgekomen As Nasty As They Wanna Be en de hitsingle "Me So Horny" waren nog controversiëler en de verkoop van het album werd verboden. De zaak kwam helemaal tot aan het Amerikaanse hooggerechtshof.
Het is belangrijk te benadrukken dat de populariteit van Miami bass mede tot stand kwam door de promotie van lokale dj's, radiostations en clubs. Het grootste deel van de jaren tachtig en begin jaren negentig waren de dj's intensief betrokken bij het spelen van Miami bass op lokale evenementen met veel publiek op stranden, parken en kermissen. Clubs in Zuid-Florida hielden regelmatig bassavonden.
Miami bass is sterk gerelateerd aan het moderne genre ghettotech, dat Detroit techno and Chicago house combineert met Miami bass. Ghettotech kent ook dezelfde seksueel getinte teksten en hiphop-basslines.